# Keiko (イラストレーター)
keiko（けいこ、1963年11月3日 - ）は埼玉県出身のイラストレーター、随筆家である。名前の漢字は出生年に3番目に多かった「恵子」。
イラストレーターとして、雑誌やパンフレット、ウェブサイトなどのイラストレーション、ロゴマークデザインなどをする傍ら、スッチー（客室乗務員）ネタやエンゲル係数の高さを生かしたグルメネタなどの漫画やイラスト付きエッセイ集を発表している。
イラストの作画にはアドビシステムズのIllustratorを使用している。ベジェ曲線の使いこなしを特技としている。

## 略歴
1984年短大英文科卒業後、航空会社に客室乗務員として入社。12年7ヶ月の間国内線の客室乗務員を務める。1996年10月29日にラストフライト。滞空時間9082時間38分。在職中から、先輩のつてでフリーのイラストレーターに師事、原宿キデイランドにおける似顔絵ライブのアシスタントなどを務める。
航空会社退社後は修行を兼ねてデザイン事務所等に勤務の後、フリーのイラストレーターになる。一時期、元接客のプロとして、ビジネス専門学校で接遇マナー等の講師を務める。
2000年、ソフトバンク関連のウェブサイトに、客室乗務員をネタにした3コマ漫画「伝説のスッチー」の連載を開始、翌2001年には単行本化される。2006年8月から、2008年3月まで、芳文社の週刊漫画TIMESに「極楽金魚」を連載。
2003年3月9日にTBSにて放送されたドラマ「GOOD LUCK!!」の第8話にエキストラ出演した。同ドラマ出演の俳優の堤真一のファンである。
小学校1年生のときのトラウマから、チョウ（蝶）やガ（蛾）に対して恐怖症を抱いている。
身体の上に鳥の糞が落ちるという被害に6回も遭遇している。
名前の漢字「恵子」は、実際には旧字体の「惠子」である。
血液型はA型である。

## 著作
- 伝説のスッチー　ソフトバンク クリエイティブ株式会社　SB文庫　ISBN 4-7973-3554-8
- 無敵のスッチー　ソフトバンク クリエイティブ株式会社　ISBN 4-7973-2462-7
- 不滅のスッチー　ソフトバンク クリエイティブ株式会社　ISBN 4-7973-2777-4
- スッチー道（人生は山あり谷あり空があり）　光文社　知恵の森文庫　ISBN 4-334-78265-5
- スッチー魂（人生の山越え谷越え四十路越え）　光文社　知恵の森文庫　ISBN 4-334-78354-6
- keikoのB級グルメ道　ソフトバンク クリエイティブ株式会社　SB文庫　ISBN 4-7973-3640-4